# Classe d'Estienne d'Orves
Le navi type A69 o classe d'Estienne d'Orves sono un progetto di avvisi/corvette relativamente moderni, idonei per la caccia antisommergibile, il pattugliamento marittimo e costiero, la scorta, ma anche per interventi oltremare (utilizzandole come una sorta di cannoniere coloniali moderne), di realizzazione francese. È stata ideata per sostituire vecchie unità che prestavano servizio di seconda linea e nelle acque dei territori oltremare che, per quanto ridotti, sono pur sempre sparsi in un'area molto vasta del globo.

Tra il 2011 e il 2017, gli avvisi francesi classe d'Estienne d'Orves sono stati "alleggeriti" (in particolare con il ritiro dei missili Exocet), per sostituire i pattugliatori type 400, e riclassificati Patrouilleurs de Haute Mer (PHM), ovvero pattugliatori d'alto mare (pur conservando il pennant number "F"); le navi resteranno in servizio fino al 2027.

## Storia

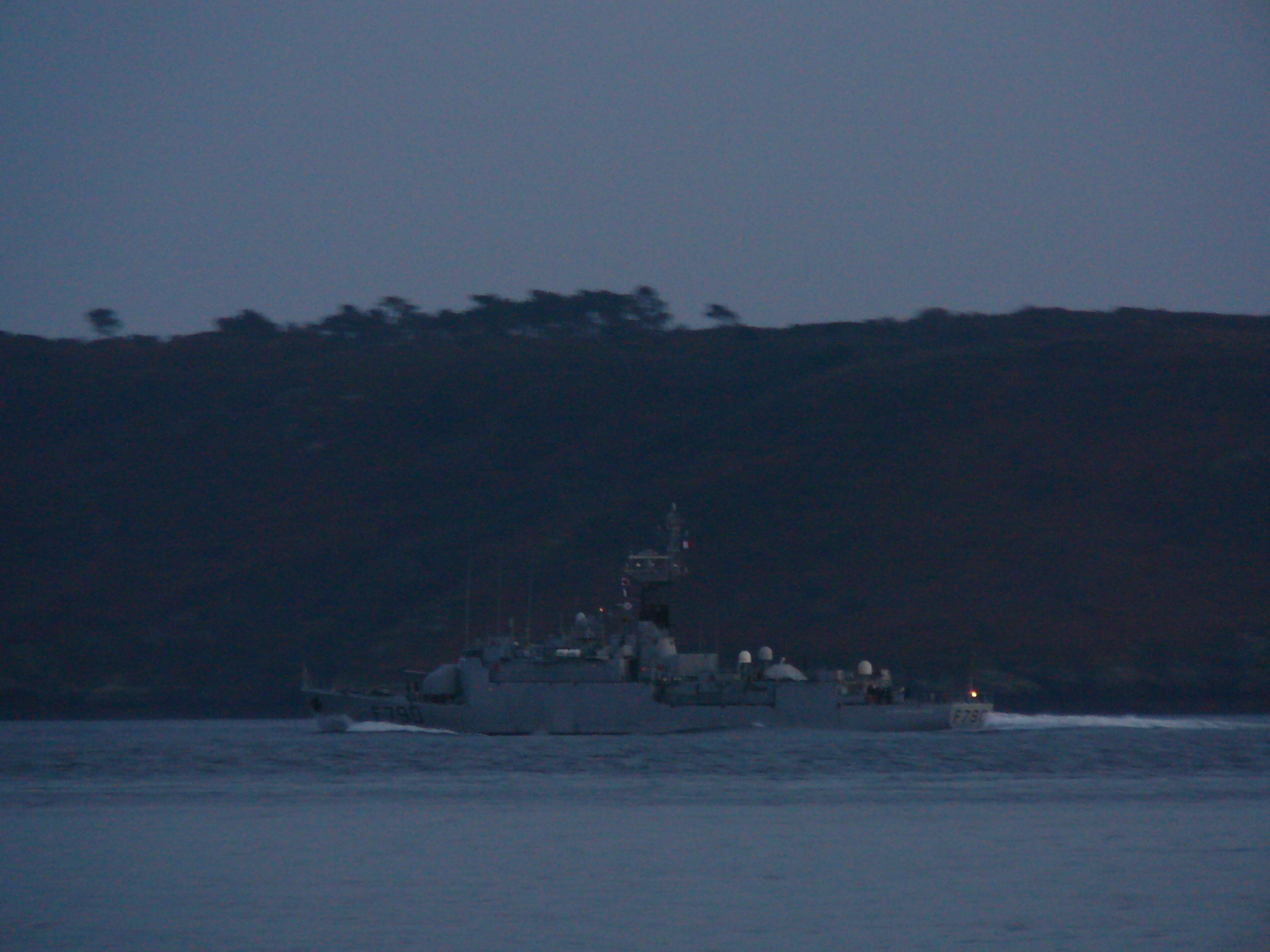
Nave F790 nella rada di Brest

### Impiego
Classificate "avvisi scorta costieri", esse sono usate per mostrare la bandiera oltremare, pattugliamento costiero, ruoli generali di seconda linea, e se necessario hanno alloggi per 17 uomini di un plotone di fanteria di marina, per interventi fuori area, protezione traffico, ecc., e azioni antipirateria, una poco nota piaga dei mari tropicali (l'armamento potente e l'aspetto assai minaccioso, oltre ai fanti di marina a bordo, rendono queste navi ideali per tale compito). L'entrata in servizio ha avuto luogo a partire dal 1976, ma le navi più recenti, introdotte in linea in tempi assai rilassati, sono del 1984. Per dare un'idea delle differenze tra marine, per compiti non tanto dissimili, nello stesso arco di tempo di 17 avvisi A69 francesi [da 1 250 t (1 230 long ton) di dislocamento a pieno carico], la United States Navy immetteva in linea 51 fregate della classe Oliver Hazard Perry [da 4 037 t (3 973 long ton) di dislocamento a pieno carico].
Ordinate dalla Marina francese, altre tre sono state vendute all'Argentina e usate anche nella guerra delle Falklands. Una di queste navi, la Guerrico (P 2), venne usata per l'attacco iniziale a Grytviken nella Georgia del Sud, e subì qualche danno dal fuoco delle truppe inglesi, con armi leggere e persino controcarro.
Oramai la gran parte delle unità, a far tempo dal 1995, avrebbe dovuto essere stata radiata, per lo più sostituita dalle Floréal, che hanno dalla loro essenzialmente il ponte per l'elicottero, considerato una necessità ineludibile per le missioni assegnate a queste nuove unità. In pratica a partire dal 1997 solo otto corvette erano state poste fuori servizio, e a dimostrazione della validità di queste robuste cannoniere, hanno trovato estimatori esteri, tanto che sei delle otto unità poste in disarmo dai francesi stanno vivendo una seconda vita nella marina turca, che come al solito non disdegna di accettare in servizio anche navi di seconda mano.
Sicuramente il progetto poteva avere un armamento diverso se le necessità lo avessero richiesto, per esempio un lanciamissili Crotale al posto del lanciarazzi ASW sarebbe stato perfettamente fattibile, per dare un miglioramento alle capacità di difesa aerea a scapito della capacità antisommergibile, mentre un'alternativa avrebbe potuto essere un hangar telescopico per elicotteri, ma nessun'altra versione è stata realizzata o modificata successivamente.
L'unica aggiunta è stata, almeno su diverse unità, quella di un lanciatore missilistico leggero Simbad, con una rampa binata manuale per i missili Mistral, che negli anni novanta alcune navi hanno avuto per migliorare la difesa aerea, ma a scapito del lanciarazzi ASW di grosso calibro, più per l'obsolescenza del sistema che per necessità di spazio. Nell'occasione è stata installato anche un sistema di comunicazioni satellitare Syracuse, la cui assenza costituiva una carenza assai grave quando le navi erano impiegate lontano dalla madrepatria.

### A69 vs. Grisha
Queste due classi di corvette sono simili in dimensioni e tonnellaggio, ma assai differenti in termini di concezione operativa, per cui la comparazione tra queste due classi può aiutare a capire le differenze di tecnologie e filosofie d'impiego. Lo scafo è di simili fattezze, almeno per quello che riguarda, oltre la massa, le fiancate che hanno a mezza nave la murata dello scafo tutt'uno con le pareti delle sovrastrutture.
Armamento: le A69 hanno un potente cannone a prua, calibro 100 mm, piuttosto che armi di calibro inferiore da 57 mm a poppa, e 2-4 missili Exocet mare-mare al posto del lanciatore SA-N 4, per cui si può dire che l'impostazione delle navi francesi è molto più votata al combattimento antinave che alla propria autodifesa.
In realtà la velocità è troppo bassa per assicurare prestazioni ottimali in combattimento contronave. Le Grisha hanno invece una velocità elevatissima, ma effettivamente pensata per l'inseguimento di sottomarini nemici, secondariamente per le manovre di difesa aerea, e solo eccezionalmente per combattimenti antinave. Peraltro, tutte le armi di bordo sono utilizzabili nel ruolo antinave ed esistono predisposizioni per mine, le più pericolose e asimmetriche delle armi navali.
Restano in comune i lanciarazzi ASW, uno pesante contro due medi, e tubi di lancio per siluri pesanti.
Nell'insieme queste corvette, più lente ma forse con maggiore autonomia delle 'Grisha', hanno maggiore vocazione antinave, secondariamente ASW e solo in ultima priorità antiaerea mentre nel caso delle 'Grisha' l'ordine di importanza è: ASW/AAW/ASuW.
Come armi e sensori la differenza è molto notevole, come concezione di impiego le navi francesi sono unità per impiego oltremare, difficilmente integrabili con squadre di prima linea, mentre le unità russe sono capaci di combattere in azioni di un certo livello, ma principalmente si tratta di unità per la difesa costiera, nel senso che le coste di cui sono preposte a interessarsi sono quelle della madrepatria.

## Caratteristiche
La struttura, con il suo scafo molto tozzo e le sovrastrutture basse e larghe concentrate per lo più in una tuga a mezzanave con le pareti in comune con quelle laterali dello scafo, è stata studiata per semplificare i problemi di produzione e per assicurare la tenuta del mare in condizioni oceaniche, cercando di rendere migliore possibile la stabilità e la resistenza al mare grosso di questi piccoli bastimenti.
Efficaci nei compiti ASW e sufficientemente armate nella lotta antinave, meno valide nella lotta contraerei, queste navi sono state intese soprattutto come cannoniere economiche da impiegare in lunghi pattugliamenti oltremare, come una sorta di navi coloniali. Per questo hanno anche predisposizioni per alloggiare, per periodi prolungati, 17 marines in aggiunta all'equipaggio normale. 

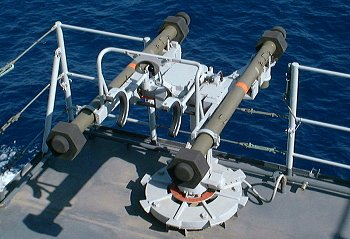
Missili Simbad
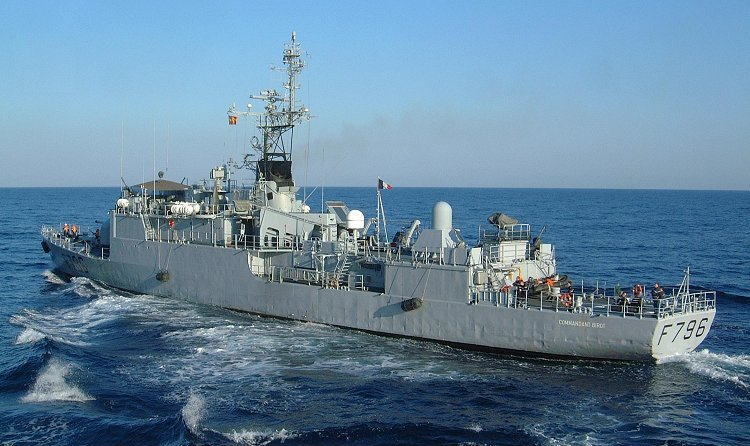
Nave Cdt Birot

### Propulsione
L'apparato di propulsione è basato su motori Diesel, per assicurare un'elevata autonomia ma senza pretese in termini di velocità massima, dovendo far fronte a missioni di lunga durata, spesso fuori del Mediterraneo. La potenza dei tre generatori elettrici è invece di 840 kWh (320 x 2 dei principali + 200 addizionali). I motori Diesel, relativamente poco potenti hanno consumi ridotti e facile manutenzione.

### Elettronica di bordo
Le antenne elettroniche, di poco ingombro, sono per lo più sistemate in un traliccio a centro nave, dove si trova il radar di scoperta principale, combinato aerea/superficie e le antenne radio. Il radar di tiro è posizionato davanti a quest'albero, e il terzo radar, quello di navigazione, è sopra la plancia di comando. Le apparecchiature di bordo comprendono un sonar a scafo di alta frequenza e raggio d'azione non elevato, che dà una limitata capacità antisommergibile in collegamento con le armi di bordo.
Non sono state trascurate le dotazioni difensive, per quanto fossero inizialmente limitate, probabilmente, alla sola apparecchiatura di intercettazione elettronica ESM. In ogni caso, la dotazione attuale comprende anche un paio di lanciatori di chaff/bengala Dagaie, dotazione standard per la marina francese, e un SLQ-25 Nixie, sistema statunitense per ingannare i siluri. Questo consiste in una sorta di pesce trainato che genera rumore attirando le teste di ricerca acustiche, ma funziona essenzialmente contro i lanci di poppa, e solo parzialmente contro quelli di lato. Ne esiste un unico esemplare anziché due (come al solito) per cui non è molto affidabile se venisse lanciata una coppiola di siluri (peraltro, in genere i sistemi come questo vengono filati uno alla volta).
Un'altra cosa da tenere presente è il fatto che in tal modo la nave può farsi localizzare in situazioni che altrimenti non la vedrebbero individuata, producendo rumore aggiuntivo. I decoy trainati antisiluro sono la difesa più adatta e forse anche l'unica, visto che è quasi impossibile scoprire in tempo utile le torpedini in arrivo, e quindi tanto vale tendere subito un'esca che le svii dall'individuazione della nave, sperando che lo centrino in pieno o gli passino vicino, perché il Nixie ha probabilmente anche un sistema per simulare il campo magnetico di una nave, attivando le spolette di prossimità dei siluri.
L'unico risultato che questi sistemi hanno ottenuto in guerra, a parte le esperienze dell'ultima guerra mondiale quando dispositivi come il Foxer (una semplice gabbia metallica con tubi all'interno, trainata dalle navi) vennero inventati per rispondere ai siluri acustici tedeschi, ha visto un'involontaria conferma della loro efficacia durante la guerra delle Falkland.
In tale situazione, diversi siluri antisommergibile lanciati contro sospetti sottomarini argentini si diressero contro le esche delle navi da guerra inglesi, distruggendole (in altri casi, invece, si sono diretti contro sventurate balene, perché i mari meridionali sono gli unici che conservano una ricca fauna di cetacei giganti).
In ogni caso, le esche per quanto pochissimo note, sono una delle componenti che rendono difficile calcolare gli esiti della guerra navale moderna, ma la minaccia dei siluri autoguidati è tale che anche piccole unità come le A69 ne hanno avuto in dotazione (anche perché, con la loro modesta velocità sarebbero altrimenti fin troppo facili bersagli).
In termini di coordinazione delle operazioni, non risulta che le A69 abbiano ricevuto un sistema di combattimento di moderna concezione, per cui tutto quello che possono ottenere è ottenuto in maniera tradizionale, con gli operatori che controllano gli strumenti, tracciano rotte sul tavolo tattico, eseguono le missioni di ricerca, ma senza integrazione tra i vari sottosistemi e sensori, per cui i tempi di risposta alle minacce e la coordinazione ottimale nell'uso dei sensori sono assai peggiori di quanto accade con navi equipaggiate in maniera moderna. La mancanza di sistemi data-link sul tipo NTDS e apparati satellitari è un limite non indifferente ma, vista l'epoca e la categoria, queste corvette difficilmente avrebbero potuto essere meglio equipaggiate per i loro compiti.

### Armamento

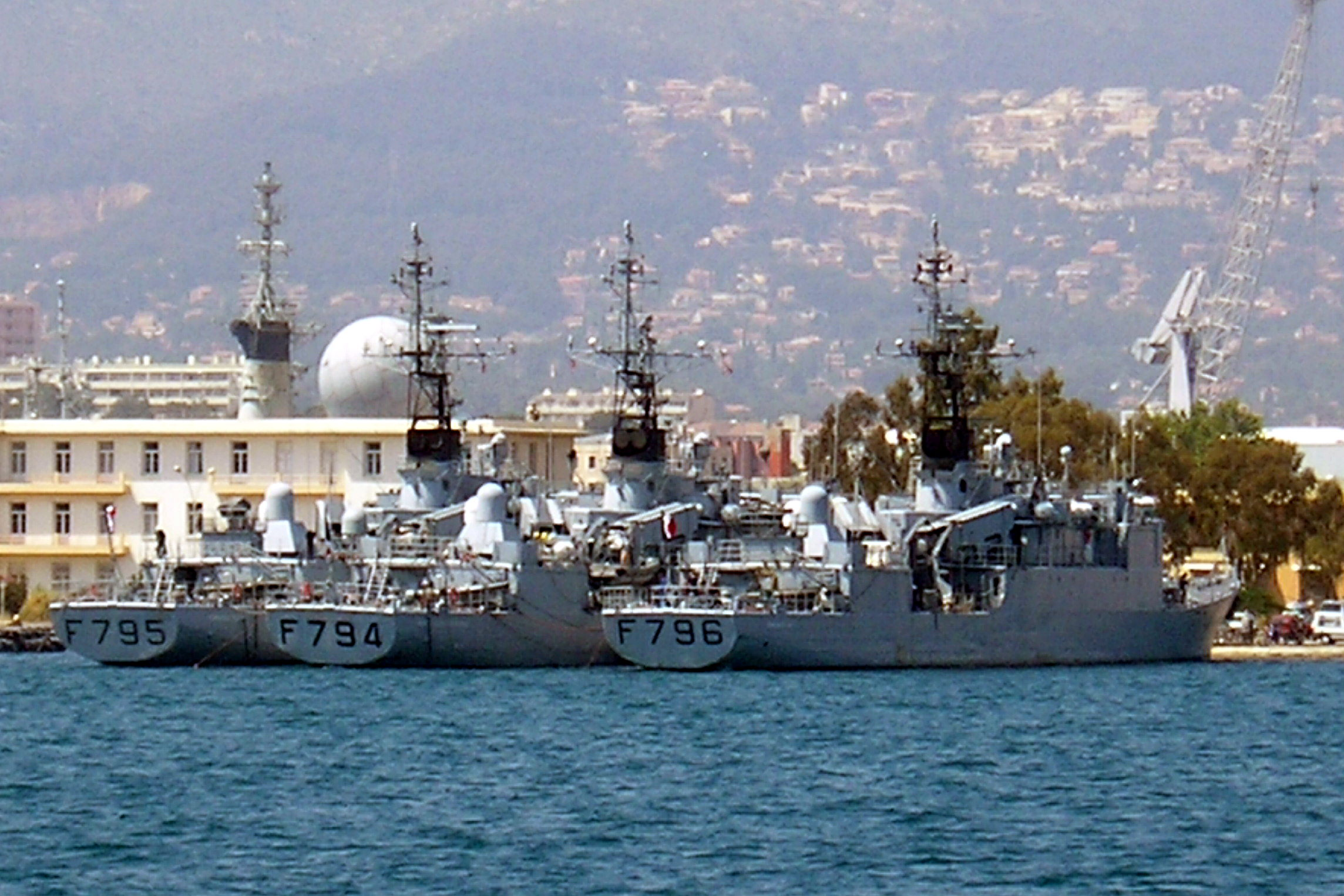
Vista di poppa di tre unità A-69 che permette di vedere dettagli delle sovrastrutture come i missili MM.40 Exocet, tipici delle navi più recenti della classe

L'armamento verte su di una torretta Compact dal calibro di 100 mm, che è sistemata a prua, sul ponte di coperta. Si tratta di un cannone di tipo leggero, dal peso di 17 tonnellate, molto potente ed efficiente, (60 colpi/min, 13 km di gittata, 13 kg di peso per i proiettili) per una nave di poco oltre le mille tonnellate, in genere armate solo con cannoni al massimo di 76 mm di calibro. Le mitragliere da 20 mm sono sulle sovrastrutture, a circa metà nave. Oltre a questo armamento, esistono su molte corvette anche quattro mitragliatrici da 12,7 mm singole e talvolta anche un lanciamissili binato Simbad per missili SAM portatili Mistral, efficienti ordigni da 20 kg e autoguida all'infrarosso, uno dei prodotti di punta dell'industria missilistica transalpina.
Per essere una corvetta di seconda linea, usata spesso per azioni oltremare (come dimostra la predisposizione per ospitare una ventina di fanti di marina o commando) questo potrebbe bastare, ma esistono invece altre tre armi importanti, ovvero il lanciarazzi ASW da 375 mm M1972 di progettazione Bofors (sei canne e magazzino di 30 razzi da 320 kg e 3 km di gittata), sistemato a poppa, e quattro tubi di lancio da 550 mm per siluri pesanti. Queste armi, nell'insieme una dotazione rilevante per il ruolo ASW, sono azionate con l'aiuto di un sonar a scafo a media frequenza.
Infine, come deterrente adeguato per dare preoccupazioni anche a navi da guerra di prima classe, esistono due missili antinave a volo radente MM.38 Exocet, anche se non sempre, e infatti se qualche nave non ne ha avuti, altre, le più recenti, hanno ottenuto al loro posto 4 MM.40, più compatti e moderni, capaci di attaccare bersagli fino a 65 km, sebbene sia necessario utilizzare un terzo operatore per localizzare oltre l'orizzonte radar navi tanto distanti.

## Unità
Un totale di diciassette unità di questa classe vennero costruite per la Francia e vennero battezzate con nomi di eroi della seconda guerra mondiale. Al 2019, di queste diciassette unita, dieci sono state poste in disarmo dalla Marine nationale, sei delle quali sono state poi vendute alla Turchia. Altre due unità, che furono costruite per il Sudafrica, furono poi vendute all'Argentina insieme con una terza unità. Complessivamente sono state realizzate venti navi.

### Francia
| Marine nationale - classe D'Estienne d'Orves | Marine nationale - classe D'Estienne d'Orves | Marine nationale - classe D'Estienne d'Orves | Marine nationale - classe D'Estienne d'Orves | Marine nationale - classe D'Estienne d'Orves | Marine nationale - classe D'Estienne d'Orves | Marine nationale - classe D'Estienne d'Orves | Marine nationale - classe D'Estienne d'Orves |
| Pennant number                               | Nome                                         | Cantiere                                     | Impostazione                                 | Varo                                         | Entrata in servizio                          | Disarmata                                    | Porto base / osservazioni                    |
| -------------------------------------------- | -------------------------------------------- | -------------------------------------------- | -------------------------------------------- | -------------------------------------------- | -------------------------------------------- | -------------------------------------------- | -------------------------------------------- |
| F781                                         | D'Estienne d'Orves                           | DCN Lorient                                  | 01/09/1972                                   | 01/06/1973                                   | 10/09/1976                                   | 30/06/1999                                   | Brest 2002: Turchia → Beycoz                 |
| F782                                         | Amyot d'Inville                              | DCN Lorient                                  | 02/07/1973                                   | 30/11/1974                                   | 13/10/1976                                   | 30/07/1999                                   | Tolone 2002: Turchia → Bartin                |
| F783                                         | Drogou                                       | DCN Lorient                                  | 01/10/1973                                   | 30/11/1974                                   | 30/09/1976                                   | 27/07/2000                                   | Brest 2001: Turchia → Bodrum                 |
| F784                                         | Détroyat                                     | DCN Lorient                                  | 09/12/1974                                   | 30/01/1976                                   | 04/05/1977                                   | 25/07/1997                                   | Brest                                        |
| F785                                         | Jean Moulin                                  | DCN Lorient                                  | 15/01/1975                                   | 31/01/1976                                   | 11/05/1977                                   | 14/05/1999                                   | Brest                                        |
| F786                                         | Quartier-Maître Anquetil                     | DCN Lorient                                  | 01/08/1975                                   | 07/08/1976                                   | 15/06/1979                                   | 30/06/2000                                   | Tolone 2000: Turchia → Bandirma              |
| F787                                         | Commandant de Pimodan                        | DCN Lorient                                  | 01/09/1975                                   | 07/08/1976                                   | 20/05/1978                                   | 28/07/2000                                   | Brest 2000: Turchia → Bozcaada               |
| F788                                         | Second-Maître Le Bihan                       | DCN Lorient                                  | 01/11/1976                                   | 13/08/1977                                   | 11/07/1979                                   | 26/06/2002                                   | Brest 2002: Turchia → Bafra                  |
| F789                                         | Lieutenant de vaisseau Le Hénaff             | DCN Lorient                                  | 21/03/1977                                   | 16/09/1978                                   | 13/02/1980                                   |                                              | Brest                                        |
| F790                                         | Lieutenant de vaisseau Lavallée              | DCN Lorient                                  | 11/11/1977                                   | 29/05/1979                                   | 09/10/1980                                   |                                              | Brest                                        |
| F791                                         | Commandant L'Herminier                       | DCN Lorient                                  | 29/05/1979                                   | 07/03/1981                                   | 19/01/1986                                   | 02/07/2018                                   | Brest                                        |
| F792                                         | Premier-Maître L'Her                         | DCN Lorient                                  | 15/12/1978                                   | 28/06/1980                                   | 05/12/1981                                   | 02/07/2018                                   | Brest                                        |
| F793                                         | Commandant Blaison                           | DCN Lorient                                  | 15/11/1979                                   | 07/03/1981                                   | 28/04/1982                                   |                                              | Brest                                        |
| F794                                         | Enseigne de vaisseau Jacoubet                | DCN Lorient                                  | 11/04/1979                                   | 26/09/1981                                   | 23/10/1982                                   |                                              | Tolone                                       |
| F795                                         | Commandant Ducuing                           | DCN Lorient                                  | 01/10/1980                                   | 26/09/1981                                   | 17/03/1983                                   |                                              | Tolone                                       |
| F796                                         | Commandant Birot                             | DCN Lorient                                  | 23/03/1981                                   | 22/05/1982                                   | 14/03/1984                                   |                                              | Tolone                                       |
| F797                                         | Commandant Bouan                             | DCN Lorient                                  | 12/10/1981                                   | 23/04/1983                                   | 31/10/1984                                   |                                              | Tolone                                       |

### Argentina
L'Armada de la República Argentina ha in servizio tre D'Estienne D'Orves, che costituiscono la classe Drummond. Le prime due unità erano state costruite per il Sudafrica, ma a causa dell'embargo ordinato dalle Nazioni Unite dovuto all'apartheid non vennero mai consegnate al committente originale e offerte nel 1978 all'Argentina che ordinò una terza unità della classe che venne consegnata nel 1981.
classe Drummond
- ARA Drummond (P-31) (unità ex Sudafrica Good Hope)
- ARA Guerrico (P-32) (unità ex Sudafrica Transvaal)
- ARA Granville (P-33)

Le navi argentine hanno preso parte alla guerra delle Malvinas durante la quale una delle unità della classe, la Guerrico, venne danneggiata quando si avvicinò sottocosta durante le operazioni di sbarco argentine del 3 aprile in Georgia del Sud. La nave venne danneggiata da armi leggere e anche da missili controcarri, restando in cantiere per alcuni giorni per le riparazioni del caso. Successivamente queste sono state impiegate a Haiti, per l'attuazione del mandato dell'ONU, nel 1994, partecipando al blocco dell'isola per il ripristino della democrazia.

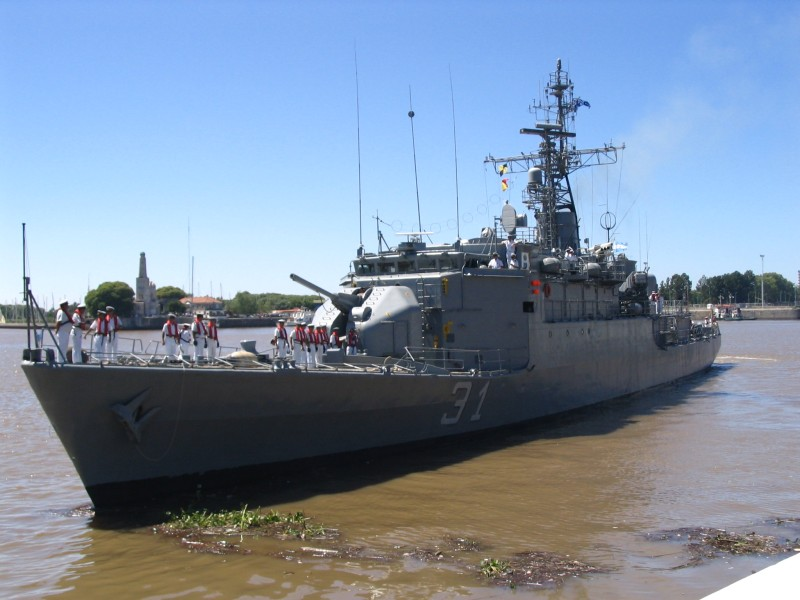
La corvetta ARA Drummond (P-31)
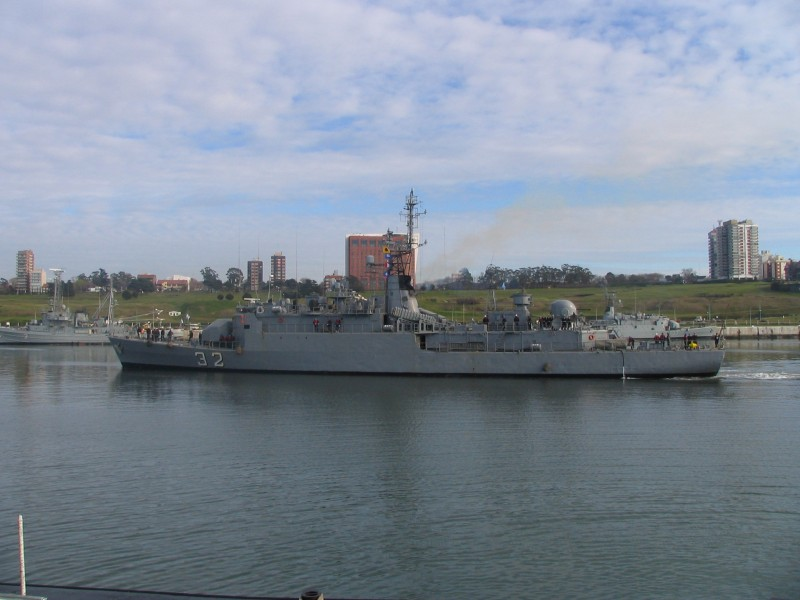
La corvetta ARA Guerrico (P-32)
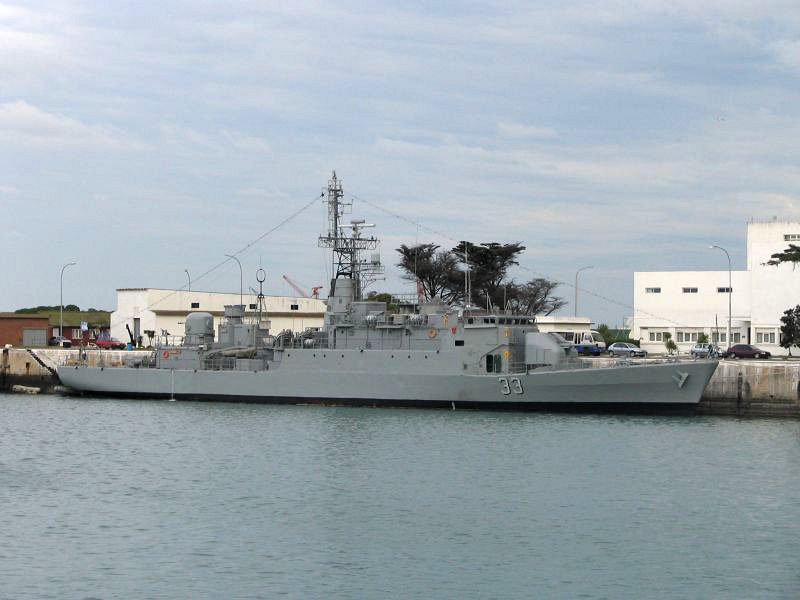
La corvetta ARA Granville (P-33)

### Turchia
La Türk Deniz Kuvvetleri dispone di sei navi acquistate dalla Francia che costituiscono la classe Burak.
classe Burak
- TCG Bozcaada (F-500) ex Commandant de Pimodan
- TCG Bodrum (F-501) ex Drogou
- TCG Bandirma (F-502) ex Quartier-Maître Anquetil
- TCG Beykoz (F-503) ex D'Estienne d'Orves
- TCG Bartin (F-504) ex Amyot d'Inville
- TCG Bafra (F-505) ex Second-Maître Le Bihan